# Stazione di Calopezzati
La stazione di Calopezzati è una stazione ferroviaria posta sulla ferrovia Jonica. Serve il centro abitato di Calopezzati.

## Storia
Venne attivata tra il 1866 e il 1875.
Fino al 1927 era denominata "San Giacomo Calopezzati".

## Movimento

### Trasporto regionale
La stazione è servita da treni Regionali che collegano Calopezzati con:
- Sibari
- Catanzaro Lido
- Crotone
- Lamezia Terme Centrale (via Catanzaro Lido)

I treni del trasporto regionale vengono effettuati con ALn 663, ALn 668 in singolo e doppio elemento, vengono anche utilizzati i treni ATR.220 Swing.

## Servizi
La stazione dispone di:
- Biglietteria automatica